# Asanave V3
El Casanave V3 es un vehículo militar todoterreno ligero de capacidad antitanque desarrollado para las Fuerzas Armadas de Perú por la empresa peruana Diseños Casanave Corporation S.A.C. y diseñado por el ingeniero Sergio Casanave Quelopana.

## Historia
Este vehículo es la segunda versión mejorada del Casanave V4, fue puesta ha lanzamiento por el Ejército de Perú en el año 2003. Actualmente dispone de 400 unidades en servicio. Para esta versión trataron de que el nuevo diseño se más liviano que el anterior, también le hicieron ajustes en la velocidad y mejoraron la manipulación del aparato. Actualmente 4 Ejércitos los han adquirido, uno de ellos para reemplazar a su predecesor el Casanave V4.

## Especificaciones Técnicas
El vehículo es propulsado por un motor de Toyota de 3,700 a 5,800 cc enfriado por aire. Está equipado con armas antitanque, aparte de armas antipersonal.
El Casanave V3 transporta una tripulación de 3 hombres y es aerotransportable, con placas de acero balístico y tratamiento especial anticorrosivo. Existe una versión con aleación de titanio.

## Equipamiento
Este vehículo está armado básicamente con misiles de corto y largo alcance, su fácil maniobrabilidad ha la hora de correr lo hace un objeto difícil de localizar. 

## Diseño
El diseño de esta nueva versión fue sacada y puesta en discusión en 2000, buscando mejorar la versión V4, decidieron elaborar una versión más pequeña y rápida, capas de transportarse con gran facilidad por los terrenos llanos húmedos, boscosos, siendo un aparato multi versátil es superior a su predecesor el ASANAVE V4.

## Usuarios
Perú
- Ejército de Perú

 El Salvador
- Ejército de El Salvador

 Níger
 Senegal
- Ejército de Senegal

 Paraguay
- Ejército de Paraguay

## Vehículos similares
- Asanave V1
- Asanave V4